# Santa Maria de Rocafort
Santa Maria de Rocafort és una obra del municipi del Pont de Vilomara i Rocafort (Bages) inclosa en l'Inventari del Patrimoni Arquitectònic de Catalunya.

## Descripció
Es tracta d'una església de finals de l'època gòtica, que fou edificada sobre les restes d'un temple romànic, tot canviant-li l'orientació est-oest per la nord-sud.
Consta d'una única nau amb transsepte i un absis poligonal a tramuntana. En els segles xvi i xvii li afegiren pel cantó de llevant dues capelles. La nau està coberta amb volta de canó lleugerament apuntada.
La porta, al mur de migdia, és de mig punt i adovellada. En aquesta façana s'obren dos ulls de bou i una molt petita finestra. Al cantó de tramuntana adossat a l'absis s'alça un campanar de torre. Els carreus, de mides diferents, estan força disposats en filades.
El sarcòfag de Pere de Sitjar reposa en una fornícula gòtica sobre dues mènsules antropomòrfiques. La de l'esquerra presenta, en la seva part inferior, un llibre obert amb la següent inscripció: "Aquest document és de l'honrat en P. De Cigiag, senyor de Roquefort, a qui perdó Deu. Amen. Di(guem) Pater Nostrer". En aquesta mateixa mènsula hi figura l'escut del casal de Rocafort. En la part frontal del sepulcre hi ha sis personatges en relleu, el mateix difunt i tres dones flanquejats per la Mare de Déu davant qui preguen agenollats i un sant, segurament Sant Vicenç que té la funció de presentar-los a Maria. Damunt la tapa del sarcòfag es troba la figura jacent del difunt, que fou l'últim senyor laic de Rocafort. Vesteix indumentària militar, porta espasa i punyal i recolza els peus en un lleó.

## Història
Les primeres notícies de l'església la situen dins l'antic terme de Néspola, al lloc anomenat de Palau Aveza i com a sufragània de la de Sant Martí de Mura.
L'església fou una fundació comtal, i era dels senyors del castell fins que aquesta passà a Sant Benet de Bages. El 993 el comte Ramon Borrell ven a Riculf la parròquia de Sant Martí de Néspola i les esglésies sufragànies de Sta. Maria de Palatio Avaicie i la de Sant Abundi. L'any següent, el 994, el mateix comte ven l'església de Sta. Mª de Palar Aveiza als senyors de Rocafort. L'any 1022 ja s'esmenta com a parròquia de "Santa Maria de Palacio de Aveza", categoria que encara avui conserva.
L'edifici fou reformat al llarg dels segles, de manera que ha perdut gairebé totalment els trets de l'antiga construcció. L'estat de conservació és molt bo, gràcies a les darreres obres de restauració.
El sarcòfag de Pere de Sitjar és obra de Berenguer Ferrer, picapedrer i escultor de Manresa. Li encarregà Guillemona, vídua de Pere. Hi ha documentats diversos pagaments com les deu lliures barcelonines rebudes el 16 d'agost de 1354 o les cent lliures que l'escultor declara haver rebut de la vídua "a compliment i solució del preu del sarcòfag". El 18 de juliol de 1356, mossèn Bernat Mateu, rector de Rocafort autoritza el trasllat de les despulles de Pere de Sitjar des del cementiri al nou sarcòfag, emplaçat dins l'església de Sant Vicenç del castell. Uns cent anys després fou traslladat a l'església parroquial de Sant Maria. Durant la Guerra Civil es portà a la Cova de Manresa per evitar la seva destrucció. Retornà a l'església un cop acabat el conflicte.